# Risen 2: Dark Waters
Risen 2: Dark Waters là trò chơi điện tử thể loại nhập vai hành động nối tiếp của trò Risen. Trò chơi phát triển bởi Piranha Bytes và Deep Silver lo việc phát hành cho hệ máy tính cá nhân, PlayStation 3 và Xbox 360. Phiên bản trên hệ máy tính các nhân đã phát hành vào ngày 24 tháng 4 năm 2012 còn phiên bản cho PlayStation 3 và Xbox 360 thì phát hành từ ngày 31 tháng 7 năm 2012.
Cốt truyện lấy bối cảnh vài năm sau khi người anh hùng vô danh khống chế, chặn đứng việc Titan lửa thoát ra khỏi nơi giam cầm và giúp hòn đảo mà anh bị dạt vào trở thành nơi trú ngụ an toàn cho con người trong tình cảnh các Titan bị giam cầm trên toàn thế giới thoát ra và bắt đầu hủy diệt thế giới cũ. Trước tình cảnh đó con người bắt đầu đi tìm thế giới mới nơi mà các Titan chưa chạm tới nhưng việc này cũng rất khó khăn do mặt biển đã bị một quái vật khổng lồ của Titan nước là Kraken thống trị đánh chìm tất cả các con tàu nào mà nó bắt gặp nhất là các tàu đang tìm cách ra khỏi thế giới cũ, ngoài ra còn rắc rối hơn nữa là các vùng biển này cũng đầy cướp biển lâm le cướp bóc. Câu truyện bắt đầu khi nhân vật chính tái ngộ lại cô bạn hải tặc cũ sau khi thuyền của cô bị Kraken đánh chìm khi đang cố đến hòn đảo nơi mà anh đang ở với thông tin về một loại vũ khí cổ xưa có thể chống lại quái vật này. Sau khi biết rằng loại vũ khí này đang nằm trong tay một thuyền trưởng cướp biển nổi tiếng. Người chơi sẽ lên đường để tìm cách lấy được loại vũ khí này trong hang ổ cướp biển bằng cách giả làm cướp biển với sự giúp đỡ của cô bạn cũ. Người hùng vô danh có thể đi đến các hòn đảo khác nhau bằng tàu để khám phá và tìm thông tin về loại vũ khí này cũng như các thành viên khác cũng sẽ gia nhập thủy thủ đoàn. Trò chơi có hai hướng chính để chọn dù không ảnh hưởng lắm đến kết thúc của trò chơi là công nghệ với những vũ khí nóng mạnh mẽ như súng hỏa mai, súng trường và súng ngắn hay phép thuật voodoo của thổ dân có thể diều khiển lý trí của đối phương trong một số tình huống nhân vật chính sẽ nhập vào người khác đề làm việc gì đó và "tự sướng" khi nói về mình qua miệng của người bị nhập cũng như có khả năng triệu hồi người chết.
Trò chơi nhận được nhiều đánh giá khác nhau sau khi phát hành. Phiên bản nối tiếp của trò chơi là Risen 3: Titan Lords đang được thực hiện và dự tính sẽ phát hành khoảng trong tháng 8 năm 2014.

## Phát triển
Vào cuối tháng 5 năm 2007, JoWooD Productions Software AG và Pluto 13 GmbH (thương hiệu Piranha Bytes) đã công bố việc kết thúc hợp tác. Sau thỏa thuận hợp đồng ràng buộc giữa hai công ty kết thúc, JoWood giữ quyền phát hành cũng như thương hiệu dòng trò chơi Gothic vì thế Piranha Bytes đã công bố về việc phát triển một trò chơi nhập vai mới vào ngày 17 tháng 6 năm 2007 với kết quả là trò Risen và Deep Silver lo việc phân phối.
Trong khi Piranha Bytes phát triển phiên bản máy tính của trò Risen thì một công ty khác là Wizarbox chịu trách nhiệm chuyển sang hệ Xbox 360. Nhưng kết quả là nhận được nhiều phàn nàn về chất lượng của trò chơi sau khi chuyển đổi hệ máy, vì thế nhà phát hành quyết định rằng phần tiếp theo sẽ được phát triển cùng lúc trên ba nền tảng ngay từ khi bắt đầu dự án với các chuyên gia từ Piranha Bytes sẽ chuẩn bị các thành phần cần thiết cho Wizarbox và nhận việc kiểm tra khả năng hoạt động sau mỗi 30 đến 60 ngày. Tên chính thức của phần tiếp theo là Risen 2: Dark Waters được công bố vào ngày 19 tháng 2 năm 2011.
Vào cuối tháng 7 năm 2011, Deep Silver đã công bố là đã chọn Steamworks làm hệ thống quản lý bản quyền kỹ thuật số cho phiên bản tải về trên hệ máy tính. Người chơi có thể mua trò chơi trực tuyến qua tài khoản của mình ở Steam và cài đặt vào máy mà không bị giới hạn số lượng cũng như không cần đĩa để chơi.
Ba phiên bản mở rộng tải về cũng được thực hiện cho trò chơi là Treasure Island, The Pirate Clothes và Storm Island thêm vào các bộ trang phục cùng vài nhiệm vụ phụ để thực hiện các chuyến phiêu lưu đến những hòn đảo mới. Phiên bản Gold Edition của trò chơi tích hợp cả ba phiên bản mở rộng này.

## Đón nhận
Risen 2: Dark Waters nhận được nhiều đánh giá khác nhau nhưng tựu trung thì ở mức trung bình. GameRankings và Metacritic đánh giá phiên bản dành cho hệ máy tính là 67,78% và 69/100, hệ Xbox 360 là 58,27% và 60/100 cùng hệ PlayStation 3 là 53,83% và 47/100.
GameSpot đã khen ngợi về nội dung nói về cướp biển, nhấn mạnh bầu không khí, sự hài hước không lập đi lập lại và những câu nói đùa cợt không dứt của trò chơi với nhận xét "Một chuyến phiêu lưu vui vẻ và hài hước qua các khu rừng ẩm ướt, các hang động tối tăm và các đền thờ hùng vĩ. Nó cũng cho phép bạn làm cho những con khỉ choảng nhau và đó là thứ mà có thể những người yêu thích trò chơi nhập vai dựa vào.". Nhưng cũng nói là hệ thống chiến đấu gây bực mình cùng các lỗi phát sinh cản trở con đường phiêu lưu của người chơi cũng như trò chơi không được tự do như phiên bản trước.
Destructoid khen ngợi về chiều sâu của trò chơi nhưng than phiền về hệ thống chiến đấu cùng độ khó với nhận xét "Đây có thể là một trò chơi tuyệt đỉnh, nơi bạn sẽ chỉ nhích từng bước với sức nặng của một trò chơi nhập vai. Và vì một số quyết định có vấn đề trong khâu thiết kế mà một số tiềm năng đã bị gạt ra ngoài.".
IGN đã đánh giá phiên bản dành cho hệ máy tính cá nhân là 6,5/10 với nhận xét là trò chơi đã cướp đi rất nhiều yếu tố làm cho trò phần trước trở nên ấn tượng.